# Тит Манлий Торкват (консул 299 года до н. э.)
Тит Манлий Торкват (лат. Titus Manlius Torquatus; умер в 299 году до н. э.) — консул Древнего Рима 299 года до н. э.
Тит Манлий, вероятно, был сыном Тита Манлия Торквата, которого собственный отец приговорил к смерти за ослушание консульскому приказу.
В 299 до н. э. Тит Манлий был избран консулом совместно с Марком Фульвием Петином. Тит Манлий был назначен командующим в войне с этрусками. Сразу же после вступления в Этрурию Тит Манлий во время конных упражнений упал с лошади и спустя три дня умер.